# Bader Goula
Bader Goula è un comune rurale del Niger facente parte del dipartimento di Dakoro nella regione di Maradi.